# Challenger Temuco 2023
Il Challenger Temuco 2023 è stato un torneo maschile di tennis professionistico giocato sul cemento. È stata la 2ª edizione del torneo, facente parte della categoria Challenger 75 nell'ambito dell'ATP Challenger Tour 2023. Si è giocato al Parque Estadio Germán Becker di Temuco, in Cile, dal 27 novembre al 3 dicembre 2023.

## Partecipanti

### Teste di serie
| Nazionalità | Giocatore                     | Ranking* | Testa di serie |
| ----------- | ----------------------------- | -------- | -------------- |
| Cile        | Marcelo Tomás Barrios Vera    | 104      | 1              |
| Cile        | Alejandro Tabilo              | 106      | 2              |
| Bolivia     | Hugo Dellien                  | 108      | 3              |
| Stati Uniti | Aleksandar Kovacevic          | 120      | 4              |
| Argentina   | Guido Andreozzi               | 178      | 5              |
| Argentina   | Santiago Fa Rodríguez Taverna | 244      | 6              |
| Brasile     | Gustavo Heide                 | 248      | 7              |
| Argentina   | Juan Pablo Ficovich           | 282      | 8              |

* Ranking al 20 novembre 2023.

### Altri partecipanti
I seguenti giocatori hanno ricevuto una wild card per il tabellone principale:
- Diego Fernández Flores
- Gonzalo Lama
- Matías Soto

I seguenti giocatori sono entrati in tabellone come alternate:
- Alafia Ayeni
- Bruno Kuzuhara

I seguenti giocatori sono passati dalle qualificazioni:
- Ignacio Buse
- Mariano Kestelboim
- Facundo Mena
- Keegan Smith
- Andrés Andrade
- Gabriel Décamps

Il seguente giocatore è entrato in tabellone come lucky loser:
- Conner Huertas del Pino

## Punti e montepremi
| Torneo    | Torneo              | V      | F     | SF    | QF    | 2T    | 1T  | Q | Q2  | Q1  |
| Singolare | Punti               | 75     | 50    | 30    | 16    | 7     | 0   | 4 | 2   | 0   |
| Singolare | Premi in denaro ($) | 10 840 | 6 355 | 3 780 | 2 200 | 1 300 | 780 | – | 390 | 200 |
| Doppio    | Punti               | 75     | 50    | 30    | 16    | –     | 0   | – | –   | –   |
| Doppio    | Premi in denaro ($) | 4 645  | 2 700 | 1 630 | 965   | –     | 545 | – | –   | –   |

## Campioni

### Singolare
Aleksandar Kovacevic ha sconfitto in finale  Gilbert Klier Júnior con il punteggio di 4–6, 6–3, 6–3.

### Doppio
Mateus Alves /  Matías Soto hanno sconfitto in finale  Aleksandar Kovacevic /  Keegan Smith con il punteggio di 6–2, 7–5.